# 살레 알리 알사마드
살레 알리 알사마드(1979년 1월 1일 ~ 2018년 4월 19일, 아랍어: صالح علي الصمَّاد)는 예멘의 최고정치회의 의장이다.
| 전임 무함마드 알리 알후티 | 예멘의 최고정치회의 의장 2016년 8월 15일 ~ 2018년 4월 19일 | 후임 마흐디 알 마샤트 |